# Theuerbronn
Theuerbronn ist ein Gemeindeteil der Gemeinde Schnelldorf im Landkreis Ansbach (Mittelfranken, Bayern). Theuerbronn liegt in der Gemarkung Gailroth.

## Geographie
Der Weiler liegt am Seebach (im Unterlauf Schleifgraben genannt), einem linken Zufluss der Brettach. Östlich des Ortes erhebt sich die Schnelldorfer Hardt, die Teil der Frankenhöhe ist. Eine Gemeindeverbindungsstraße führt nach Gailroth zur Staatsstraße 2222 (1,6 km westlich) bzw. zur Kreisstraße AN 16 bei Grüb (1,8 km nordöstlich).

## Geschichte
Von 1797 bis 1808 unterstand der Ort dem Justiz- und Kammeramt Crailsheim. Mit dem Gemeindeedikt (frühes 19. Jahrhundert) wurde Theuerbronn dem Steuerdistrikt Wettringen und der Ruralgemeinde Gailroth zugeordnet. Im Zuge der Gebietsreform in Bayern wurde Theuerbronn am 1. Juli 1972 nach Schnelldorf eingemeindet.

## Einwohnerentwicklung
| Jahr      | 001818 | 001840 | 001861 | 001871 | 001885 | 001900 | 001925 | 001950 | 001961 | 001970 | 001987 |
| Einwohner |        | 32     | 34     | 51     | 38     | 38     | 33     | 36     | 32     | 41     | 25     |
| Häuser    | (1)    | 5      |        |        | 8      | 8      | 8      | 8      | 8      |        | 9      |
| Quelle    | [ 7 ]  | [ 8 ]  | [ 9 ]  | [ 10 ] | [ 11 ] | [ 12 ] | [ 13 ] | [ 14 ] | [ 15 ] | [ 16 ] | [ 1 ]  |

## Religion
Der Ort ist seit der Reformation evangelisch-lutherisch geprägt und bis heute nach St. Peter und Paul (Wettringen) gepfarrt. Die Einwohner römisch-katholischer Konfession sind nach Kreuzerhöhung (Schillingsfürst) gepfarrt.